# Bakumatsu Kikansetsu Irohanihoheto
Bakumatsu ( 幕末機関説 いろはにほへと  Bakumatsu Kikansetsu Irohanihoheto?) fue una serie de anime, creada por Ryōsuke Takahashi y Sunrise.  Fue emitida por internet en el canal japonés GyaO entre el 6 de octubre de 2006 y el 6 de abril de 2007.

## Argumento
"La última era en la que los hombres vivían como hombres, poniendo sus vidas y creencias en un simple blandir de una espada:  Los años finales del Shogunato".  Esta es la leyenda con la que comenzaba cada capítulo. 
La serie se desarrolla en Bakumatsu, en los últimos años del Período Edo alrededor del año 1868, en los años finales del Shogunato de la Era Tokugawa y comienzos de la Restauración Meiji. La historia se centra en un misterioso ronin llamado Akizuki Yōjirō quien es el portador de la Legendaria Espada Lágrima de Luna, decorada con una pequeña campanilla y un dragón dorado sobre un fondo negro.  El Asesino Eterno (Eien no Shikaku) tiene como misión destruir la Cabeza del Conquistador (o la Cabeza del Señor) para impedir que este desate nuevamente la guerra y se esparza de dicha manera el caos sobre Japón.
Viaja por todo Japón en busca de dicha Cabeza, guiándose por la pequeña campanilla que cuelga de su espada ya que esta reacciona ante la presencia del artefacto.  En sus viajes llega a Yokohama, ciudad en la que una pequeña compañía de kabuki llamada la Tropa Yuyama, habita.  Allí salva a los dos niños pertenecientes a dicha compañía de ser víctimas de un fuego cruzado y es a partir de este momento que ambas historias se cruzan, la del Eterno Asesino y la de la tropa Yuyama.